# Серро-Негро-де-Маяскер
 Серро-Негро-де-Маяскер  (исп. Cerro Negro de Mayasquer) — стратовулкан, расположенный в колумбийском департаменте Нариньо у границы с Эквадором.
На вершине вулканического конуса расположена кальдера, открытая на запад. На берегах небольшого кратерного озера действуют многочисленные фумаролы. Последним зарегистрированным извержением считается извержение в 1936 году, хотя оно могло происходить из соседнего вулкана Ревентадор. Также рядом (в 3 км на юго-восток) находится более высокая вершина стратовулкана Чилес. Чилес извергался около 160 тыс. лет назад, но гидротермальная активность в виде горячих источников существует и сейчас.